# Maria Esperanza Medrano de Bianchini
Pour les articles homonymes, voir Bianchini.
Cet article possède un paronyme, voir Maria Bethânia.
Maria Esperanza Medrano de Bianchini (également appelée Maria Esperanza de Betania), née le 22 novembre 1928 et morte le 7 août 2004, est connue pour sa vie mystique, en particulier pour avoir été la témoin des apparitions mariales de Betania. 
Mariée en 1956 avec M. Bianchini Gianni, le couple a sept enfants. En 1976, elle déclare être le témoin d'une première apparition de la Vierge Marie, dans le domaine agricole familial. Plusieurs apparitions se répètent au cours des années jusqu'en 1984 où l'évêque du lieu ouvre une enquête canonique amenant à la reconnaissance des apparitions en 1987.
Le couple et la famille s'investissent dans des actions apostoliques et caritatives à travers la « Fondation Betania ». Atteinte de la maladie de Parkinson, Maria Esperanza est hospitalisée en 2004 aux États-Unis où elle décède le 7 août 2004. Elle est inhumée dans la capitale du Venezuela. 
En 2010, l’Église catholique ouvre un procès en béatification à son sujet. Elle est actuellement reconnue comme servante de Dieu. L'introduction de son processus de béatification est toujours en cours.

## Biographie

### Enfance et jeunesse
Maria Esperanza est née le 22 novembre 1928 à Barrancas del Orinoco, dans l'État de Monagas au Venezuela. Elle est la fille de Aniceto et Maria Filumena Medrano.
Enfant, Maria Esperanza est décrite comme étant « intuitive, sensible et spirituelle ». À l'age de 12 ans, elle est atteinte d'une broncho-pneumonie qui devrait lui être fatale, d'après ses médecins, mais elle en guérit. 
La jeune femme aurait été « gratifiée de charismes extraordinaires [...] tels que clairvoyance à distance, prophétie, extases, lévitation (durant des messes), transfiguration, stigmatisation, don de guérison, communion reçue mystérieusement, lecture des cœurs, ... »,,. Des témoins rapportent également qu'elle a vécu des dons de bilocation,.
Souhaitant entrer dans les ordres, elle se rend au couvent franciscain de Merida, où elle fait « un essai de vie religieuse ». La postulante déclare avoir entendu Thérèse de l'Enfant-Jésus lui dire que sa vocation n'était pas d'être religieuse, mais de se marier, d'avoir des enfants et « de se sanctifier et rayonner au milieu du monde ». Thérèse, d'après Maria Esperanza, l'aurait invitée à se rendre à Rome, où elle rencontrerait son futur époux.

### Vie d'épouse
En 1955, elle est à Rome, et rencontre par hasard, le 1er novembre un jeune homme membre de la garde présidentielle italienne : Bianchini Gianni. Ils tombent amoureux et se marient le 8 décembre 1956, dans la chapelle de l'Immaculée. Le prêtre qui célèbre l'office est Mgr Giulio Rossi. Le couple va avoir sept enfants (six filles et un garçon),.
Le couple revient s'installer au Venezuela où il achète, conjointement avec des amis un domaine agricole de 200 ha, dénommé la « finca Betania ». Ce domaine possède une colline couverte de végétation tropicale qui sera le lieu des apparitions mariales.

### Apparitions

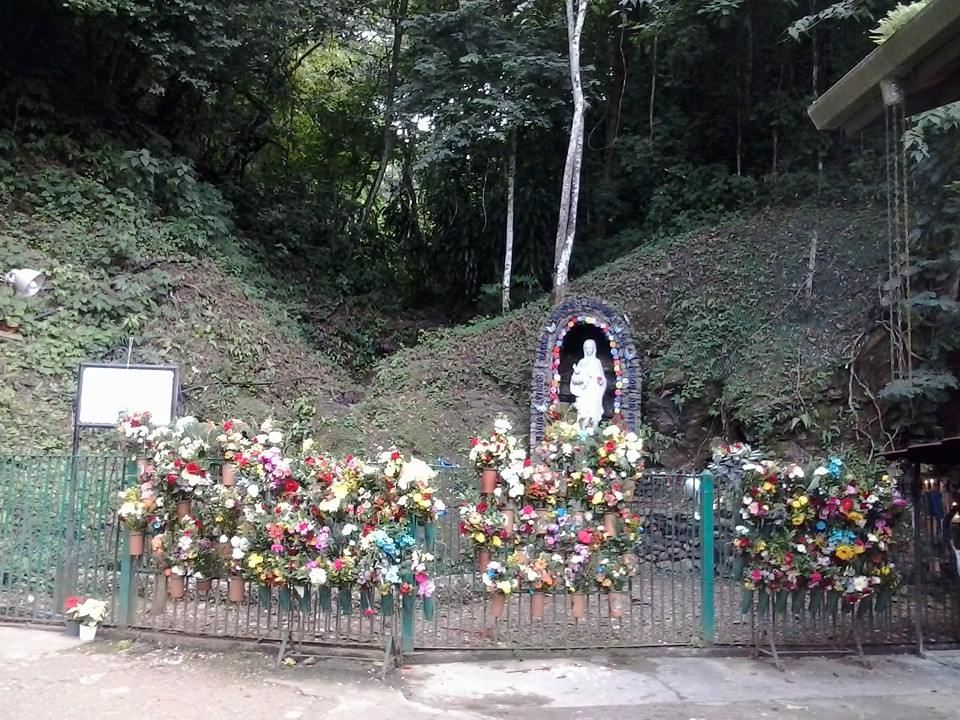
Le lieu de la première apparition, aujourd'hui.

Le 25 mars 1976 a lieu la première apparition dans une grotte près d’une petite rivière au pied d’une colline. Chaque année, le 25 mars, Maria Esperanza et des croyants ou des curieux se rassemblaient devant la grotte. Le 25 mars 1984, une centaine de personnes disent avoir vu la Vierge Marie près de la grotte, conjointement avec la visionnaire. 
Marie se présente à elle comme « la réconciliatrice de tous les peuples »,.
Après une enquête canonique de trois années, Mgr Bello Ricardo, évêque de Los Teques proclame l’authenticité des apparitions dans une lettre pastorale le 21 novembre 1987,.
Les apparitions se poursuivent jusqu'en 1989, pour la visionnaire et d'autres croyants qui l'accompagnent,.

### La fondation Betania et décès

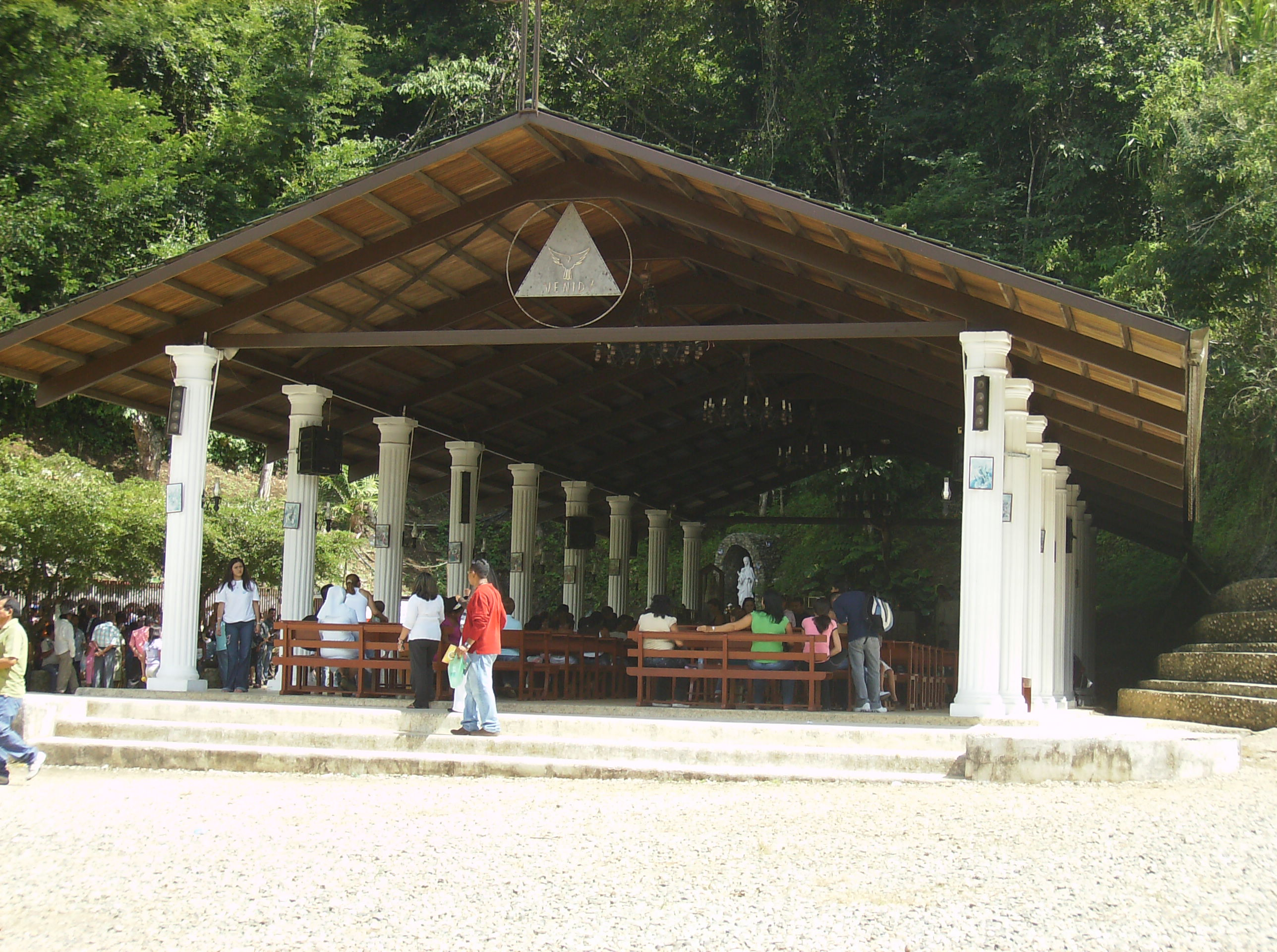
L'église du sanctuaire marial de Betania.

En 1979, Maria Esperanza et son mari créent la « Fondation Betania ». Cette fondation est un mouvement laïc destiné à évangéliser, développer la société et la vie familiale tout en promouvant la justice sociale. Après la mort de la fondatrice en 2004, sa famille poursuit son œuvre. Cette fondation gère une vingtaine de centres partout dans le monde.
Le 28 août 1989, la famille fait don de 4 hectares de terrains au diocèse pour y faire bâtir une église et un lieu de culte. 	
Atteinte de la maladie de Parkinson, Maria Esperanza est hospitalisée le 6 juillet 2004, dans le Southern  Ocean  County  Hospital, au  New  Jersey, dans un état grave.
Maria Esperanza décède le 7 août 2004, âgée de 75 ans à Long Beach, dans le New Jersey (USA). Son corps repose dans le Cimetière de l'Est, à Caracas au Venezuela,.
En 2005, sa famille comptait 20 petits-enfants.

## Béatification et canonisation
Le 31 janvier 2010, Mgr Paul Bootoski, du diocèse de Metuchen (en) (États-Unis), ouvre le procès en béatification de la visionnaire Maria Esperanza. La cérémonie se déroule dans sa cathédrale de Metuchen dans le New Jersey. Maria Esperanza est actuellement considérée comme servante de Dieu,.